# Atrotorquata
Atrotorquata — рід грибів родини Cainiaceae. Назва вперше опублікована 1993 року.

## Класифікація
До роду Atrotorquata відносять 2 види:
- Atrotorquata lineata
- Atrotorquata spartii